# Polaroid (canción de Belanova)
Polaroid es una canción y el tercer y último sencillo del sexto álbum de estudio Viaje al centro del corazón (2018) de la banda mexicana Belanova. Fue lanzada en agosto del 2018 y está disponible en descarga digital junto con el álbum.

## Información adicional
La canción junto con el video musical lo realizaron en Estocolmo, Suecia, en los estudios de grabación de Sountrade, finalmente fue lanzado en YouTube dos días después del lanzamiento oficial (el 3 de agosto) siendo el sencillo de despedida indefinida del grupo.

## Posicionamientos en listas
| Conteo (2018)             | Posición máxima |
| ------------------------- | --------------- |
| Los 40 Principales México | 29              |
| Planeta 94.7              | 56              |